# Batrage
Batrage (szerbül: Батраге), település Szerbiában, a Raškai körzet Tutini községében.

## Népesség
- 1948-ban 96 lakosa volt.
- 1953-ban 113 lakosa volt.
- 1961-ben 104 lakosa volt.
- 1971-ben 161 lakosa volt.
- 1981-ben 140 lakosa volt.
- 1991-ben 152 lakosa volt.
- 2002-ben 121 lakosa volt, akik mindannyian bosnyákok.